# Condado de Milwaukee
El condado de Milwaukee (en inglés: Milwaukee County), fundado en 1834, es uno de 72 condados del estado estadounidense de Wisconsin. En el censo de 2020, la población era de 939,489. Es el condado más poblado y con mayor densidad de población en Wisconsin, y el 45º más poblado a nivel nacional. Hay 19 municipios en el condado de Milwaukee, 10 incorporados como ciudades y 9 incorporados como pueblos. La sede y mayor ciudad del condado es Milwaukee.

## Geografía
Según la Oficina del Censo, el condado tiene un área total de 3,080 km², de la cual 620 km² (20.1%) es tierra y 2,460 km² (79.9%) es agua.

### Condados adyacentes
- Condado de Ozaukee (norte)
- Condado de Racine (sur)
- Condado de Waukesha (oeste)
- Condado de Washington (noroeste)
- Condado de Muskegon, Míchigan (este)
- Condado de Ottawa, Míchigan (este)

| Climograma de Milwaukee County | Climograma de Milwaukee County | Climograma de Milwaukee County | Climograma de Milwaukee County | Climograma de Milwaukee County | Climograma de Milwaukee County | Climograma de Milwaukee County | Climograma de Milwaukee County | Climograma de Milwaukee County | Climograma de Milwaukee County | Climograma de Milwaukee County | Climograma de Milwaukee County |
| --- | ------------------------------ | ------------------------------ | ------------------------------ | ------------------------------ | ------------------------------ | ------------------------------ | ------------------------------ | ------------------------------ | ------------------------------ | ------------------------------ | ------------------------------ |
| E | F                              | M                              | A                              | M                              | J                              | J                              | A                              | S                              | O                              | N                              | D                              |
| 97 -4 -6 | 101 -6 -11                     | 68 4 -5                        | 165 11 3                       | 111 11 3                       | 138 15 9                       | 100 22 16                      | 95 24 14                       | 67 19 14                       | 92 14 8                        | 64 8 2                         | 78 2 -3                        |
| temperaturas en °C • totales de precipitación en mm fuente: |                                |                                |                                |                                |                                |                                |                                |                                |                                |                                |                                |
| Conversión sistema imperial\| E \| F \| M \| A \| M \| J \| J \| A \| S \| O \| N \| D \| \| 3.8 25 21 \| 4 21 12 \| 2.7 39 23 \| 6.5 52 37 \| 4.4 52 37 \| 5.4 59 48 \| 3.9 72 61 \| 3.7 75 57 \| 2.6 66 57 \| 3.6 57 46 \| 2.5 46 36 \| 3.1 36 27 \| \| temperaturas en °F • totales de precipitación en pulgadas \| \| \| \| \| \| \| \| \| \| \| \| |                                |                                |                                |                                |                                |                                |                                |                                |                                |                                |                                |
| E | F                              | M                              | A                              | M                              | J                              | J                              | A                              | S                              | O                              | N                              | D                              |
| 3.8 25 21 | 4 21 12                        | 2.7 39 23                      | 6.5 52 37                      | 4.4 52 37                      | 5.4 59 48                      | 3.9 72 61                      | 3.7 75 57                      | 2.6 66 57                      | 3.6 57 46                      | 2.5 46 36                      | 3.1 36 27                      |
| temperaturas en °F • totales de precipitación en pulgadas |                                |                                |                                |                                |                                |                                |                                |                                |                                |                                |                                |

| E                                                         | F       | M         | A         | M         | J         | J         | A         | S         | O         | N         | D         |
| 3.8 25 21                                                 | 4 21 12 | 2.7 39 23 | 6.5 52 37 | 4.4 52 37 | 5.4 59 48 | 3.9 72 61 | 3.7 75 57 | 2.6 66 57 | 3.6 57 46 | 2.5 46 36 | 3.1 36 27 |
| temperaturas en °F • totales de precipitación en pulgadas |         |           |           |           |           |           |           |           |           |           |           |

## Demografía

### Censo de 2020
Según el censo de 2020, la población era de 939,489. La densidad de población era de 3,890.5 personas por milla cuadrada (1,502.1 personas/km²). Había 424,191 unidades de vivienda con una densidad promedio de 1,756.6 unidades por milla cuadrada (678.2 unidades/km²). La composición racial del condado era 52.0% blanca, 26.2% negra o afroamericana, 4.9% asiática, 0.8% nativa americana, 6.8% de otras razas y 9.3% de dos o más razas. Étnicamente, la población era 16.3% hispana o latina de cualquier raza. 

## Localidades

### Ciudades, pueblos y villas
- Bayside
- Brown Deer
- Cudahy
- Fox Point
- Franklin
- Glendale
- Greendale
- Greenfield
- Hales Corners
- Milwaukee
- Oak Creek
- River Hills
- Shorewood
- South Milwaukee
- St. Francis
- Wauwatosa
- West Allis
- West Milwaukee
- Whitefish Bay